# Giorgi Latsabidze
Giorgi Latsabidze (en georgiano: გიორგი ირაკლის ძე ლაცაბიძე; 15 de abril de 1978 en Tiflis), conocido con el nombre de Giorgi Latso, es un pianista, compositor y doctor en artes musicales georgiano-estadounidense, considerado en Georgia como «una de las 10 más aclamadas personalidades públicas internacionales». Intérprete famoso de las obras de Chopin, Liszt y Debussy, es uno de los pianistas más jóvenes en interpretar y grabar en vivo los 24 Estudios de Chopin y sus 24 Preludios, así como los 12 Estudios de ejecución trascendental de Franz Liszt. Actualmente, reside en Los Ángeles, California (Estados Unidos).

## Infancia
A pesar de no venir de una familia de músicos, Latso Giorgi tomó clases de música. Cuando tenía 10 años ganó el concurso de piano para niños de Tiflis.

## Biografía
Ha ganado competiciones internacionales. Ha tocado y grabado, en vivo, Bach’s Variaciones Goldberg, BWV 988; 12 preludes de Debussy's Book 2, 24 de Chopin Etudes y los Preludes; además, 12 de los Transcendental Etudes de Franz Liszt. Giorgi Latso nació en Tiflis (Georgia). Aunque era de una familia no musical, empezó a tocar el piano a la edad de tres años. A la edad de 5 años, comenzó a componer y, a la edad de 10 años, tuvo su primer concierto con orquesta.

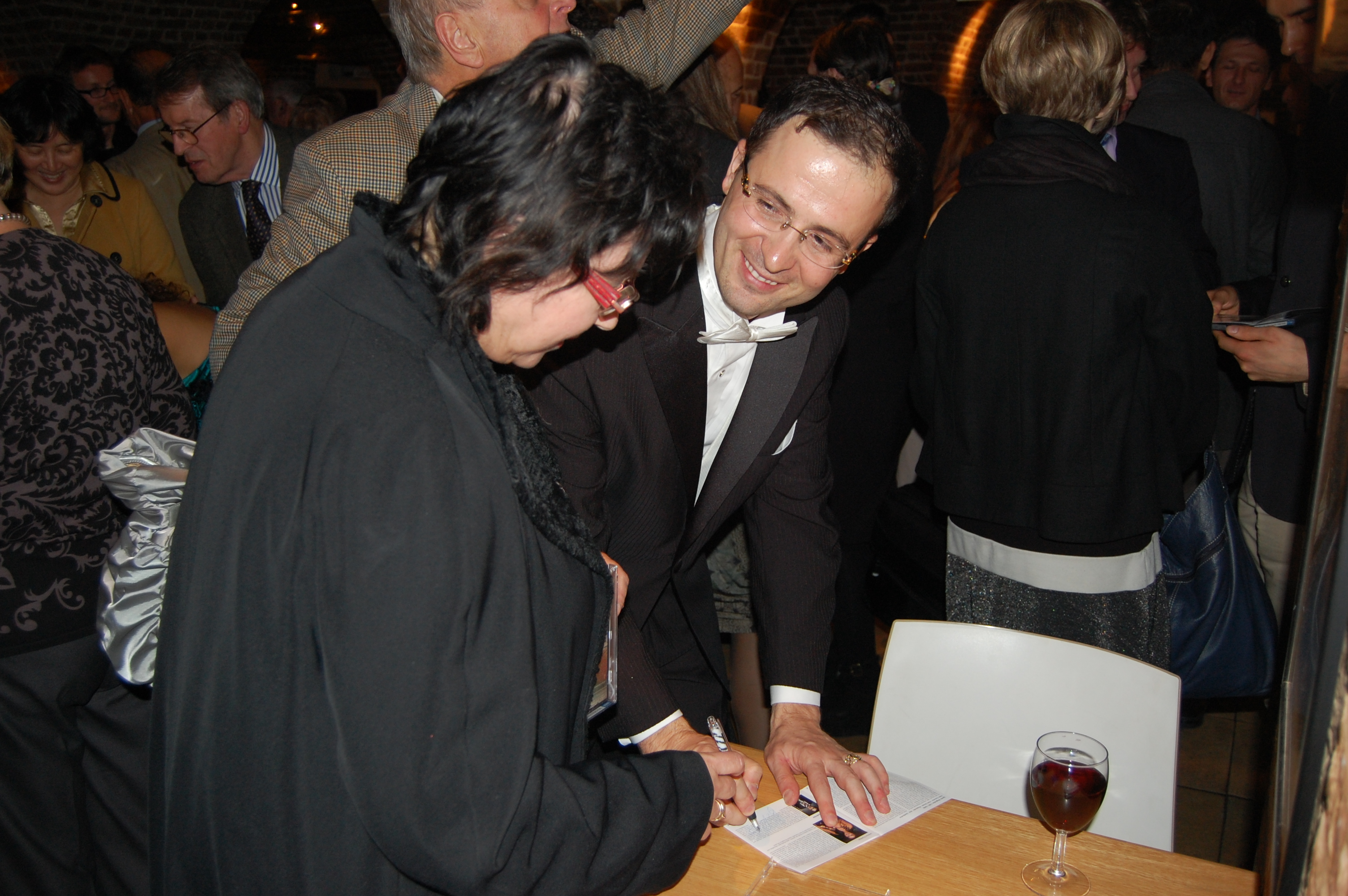
Londres, Wigmore Hall, (2012)

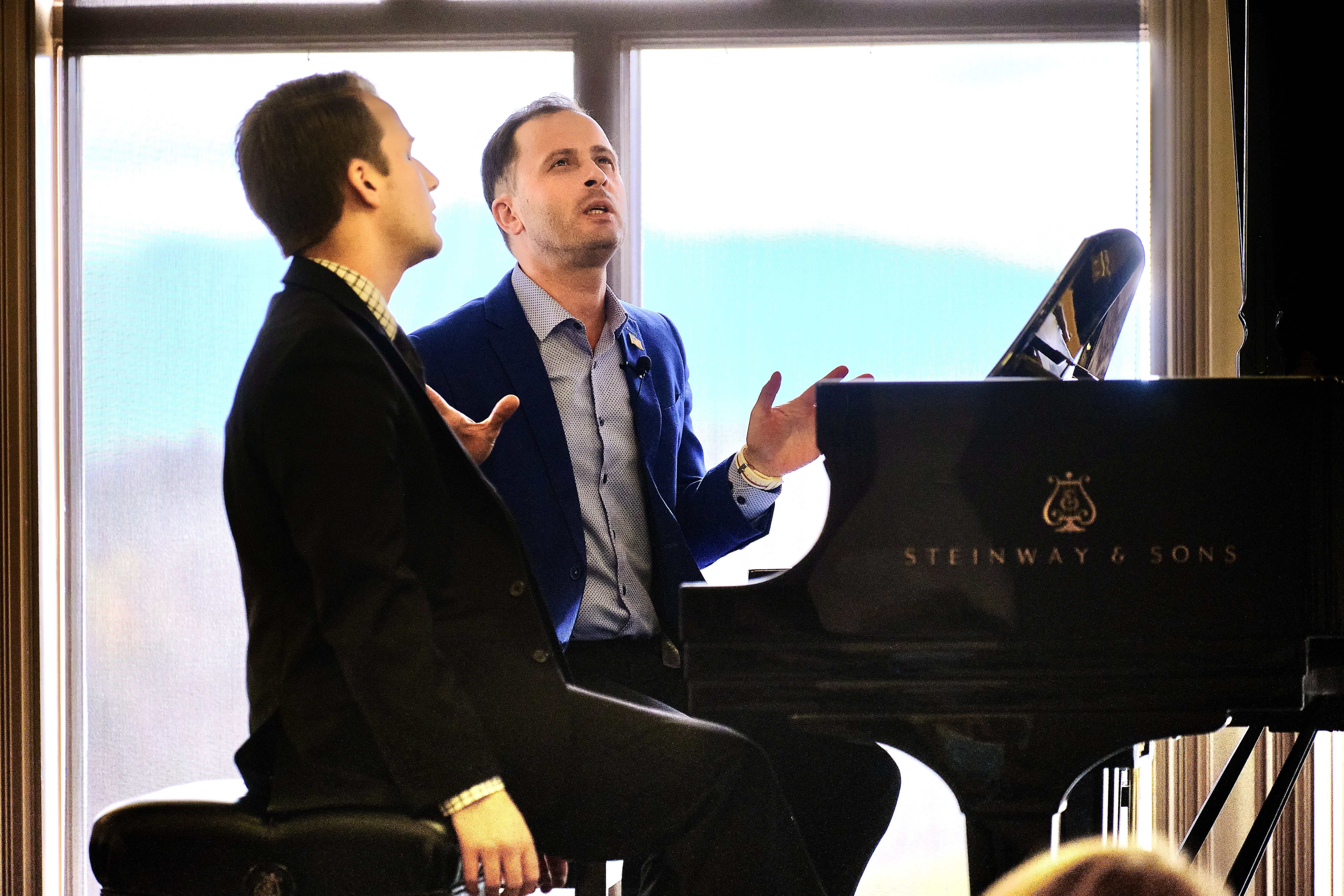
Profesores de Música Nacional de Utah. Conferencia 2021. Masterclass de Giorgi Latso.

La beca Presendencial Georgiana suscribió la educación temprana de Latso en el Conservatorio Estatal de Tbilisi del 1996 al 2001 donde luego pasó a obtener grados de maestría y artista en el Hannover Hochschule für Musik und Theater de Alemania, en el Mozarteum de Salzburgo, Austria, y doctor en Artes Musicales grado en la Universidad del Sur de California Thornton School of Music. Latsabidze ha aparecido en la mayoría de las sedes principales del festival de Salzburgo, Viena, Berlín, Mannheim, Florencia, Lisboa, Pekín, Honolulu, Arturo Benedetti Michelangeli Festival Internacional de Piano y Montecarlo Masters de Piano, entre otros, y ha actuado como recitalista en todo el mundo.
Su exquisita interpretación del 5.º Concierto en Re Mayor de Beethoven en el WUK Kulturhaus fue descrito por la prensa austriaca como […] un pianista técnicamente brillante, lleno de conmoción poética y genuina profundidad. La revista británica England Rhinegold Classical Magazine cita su grabación del Preludio de Debussy como […] de extraordinaria imaginación y tono musical raramente escuchado.
Como compositor, Latso escribió la música para la película Vals-Fantasía y fue premiado por el Festival de Cine de Bolonia en Italia (2000).

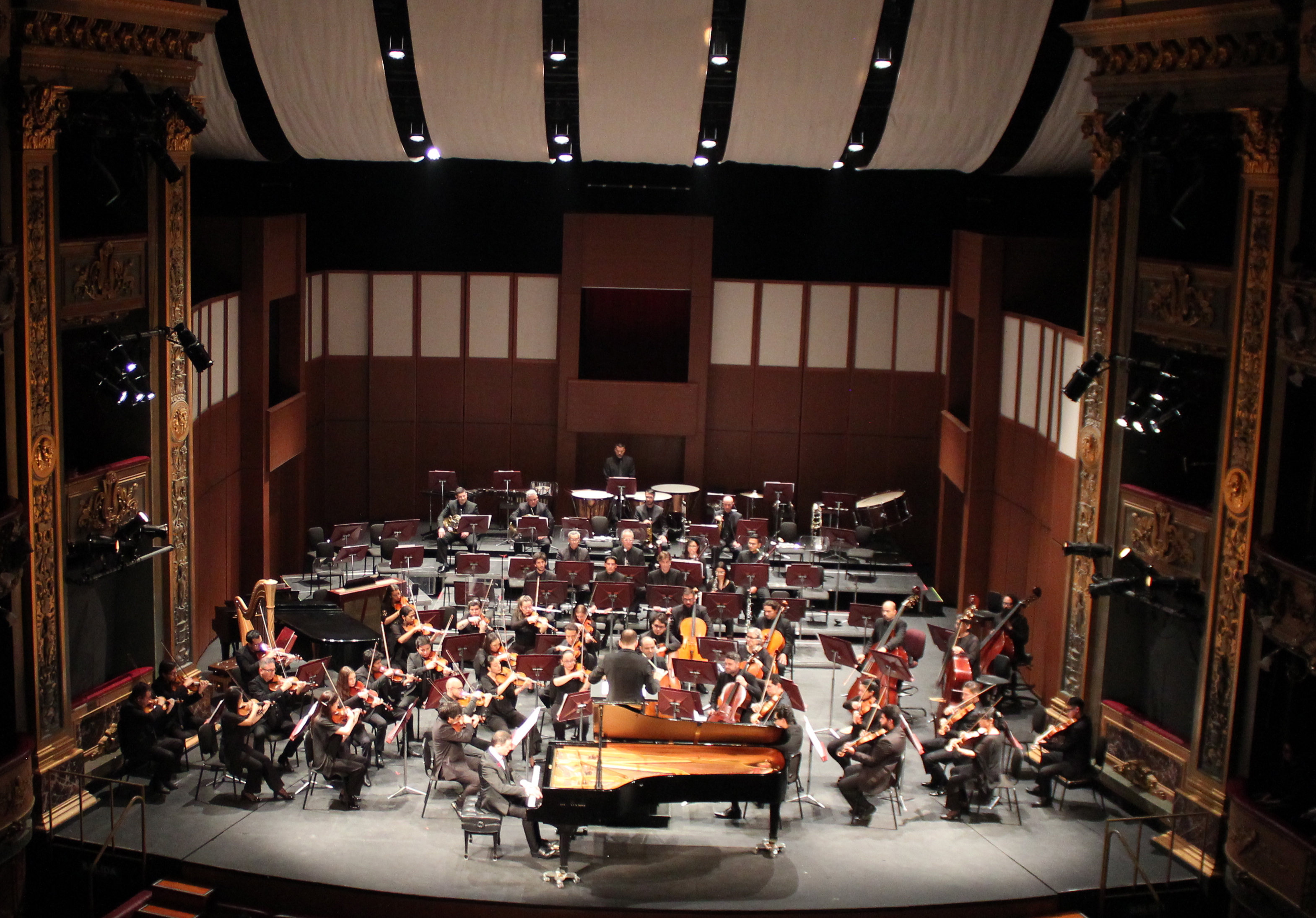
Bogotá, Orquesta Sinfónica Nacional de Colombia, Teatro Colón, 2020

Latso ha presentado clases magistrales y conciertos en toda Europa Central y Oriental, Asia, América del Sur y Estados Unidos. Su carrera musical incluye ser concertista de piano y música de colaboración, un profesor y un miembro del jurado internacional de piano. Conciertos y grabaciones han sido transmitidos por la radio y la televisión en los Estados Unidos y otros países.
En 2010, Latso participó como juez del Comitee de Examen del Recital Internacional de Piano en Taiwán, (República de China). De igual manera en el 2010, debutó en el Wigmore Hall en Londres, donde el mundo estrenó su nueva composición, titulada Cyber Moment para piano y violín, adaptado especialmente para esa ocasión.

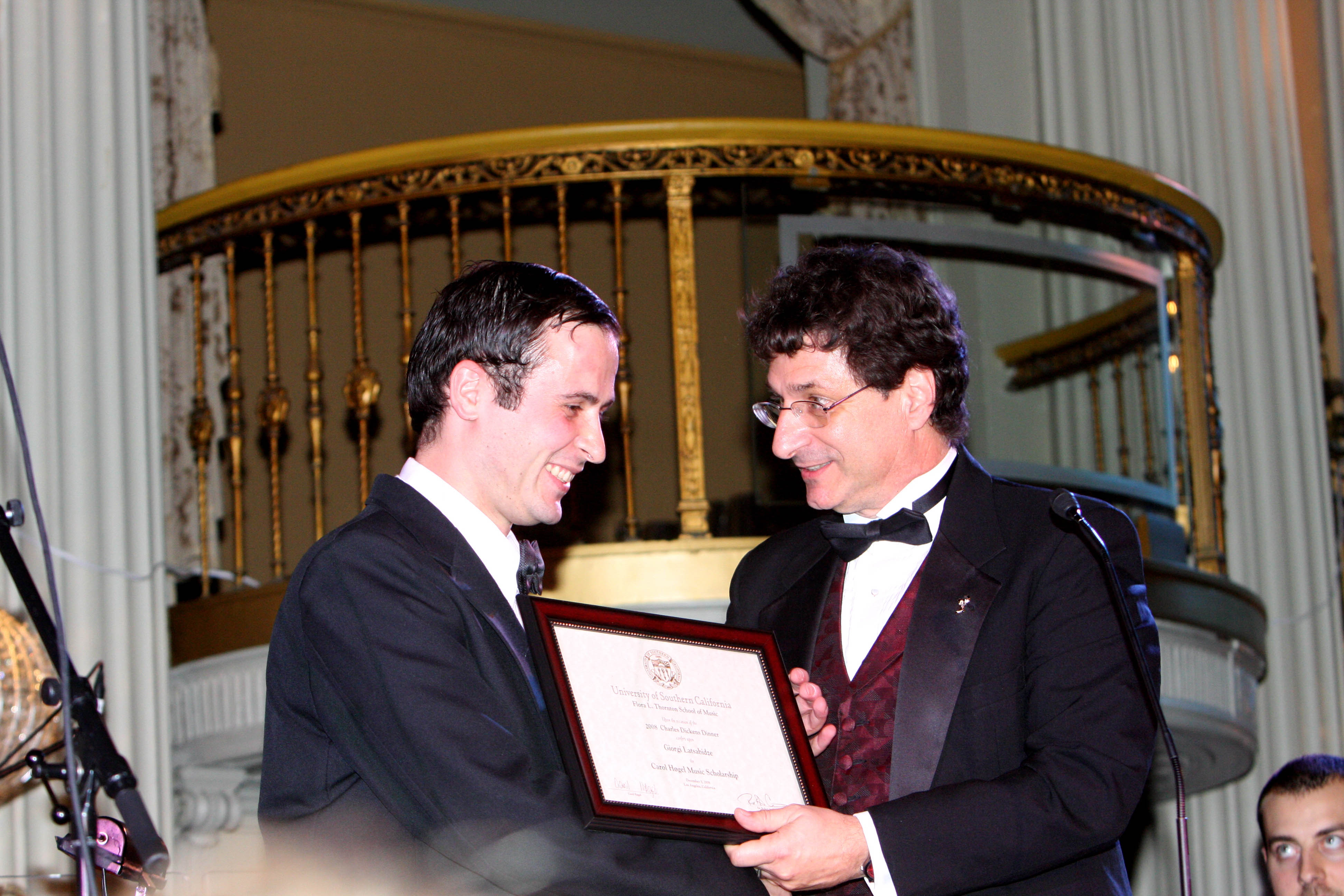
De premio Carol Hogel, Universidad del Sur de California, Los Ángeles, 2008

En 2011, Latso dio un recital de beneficencia en el Trienser Guido-Feger Concert Hall, honrado bajo la presencia de la Princesa Marie de Liechtenstein. El recital consistió en el ciclo de 24 preludios de F. Chopin, Op. 28 y R. Schumann’s Kreisleriana. La prensa Volksblatt menciona: Adentrando el repertorio romántico, justificadamente usted puede llamarlo un magnífico pianista y un mago de una técnica impecable. Esto le ha dado vida al documental En los Pasos de Mozart acerca de su vida, que fue producido por KTV de Austria y transmitido por toda Europa.
Sus conciertos han sido difundidos por radio y televisión en Estados Unidos, Europa, Asia y otros países.
Latsabidze fue nombrado dentro de la 65.ª edición de Who’s Who in America y Who’s Who in America Art 2011
Desde el año 2011 ha sido miembro honorario de Pi Kappa Lambda, Asociación Honoraria de América, la cual es reconocida en todo el mundo.
Latso ha grabado un CD con todo el repertorio de piano-violín por el compositor alemán polaco-judío, Ignatz Waghalter, para el sello Naxos Records, con la Royal Philharmonic Orchestra de Londres (RPO), Irmina Trynkos y Alexander Walker.
El álbum NAXOS “Waghalter”, el cual el grabó con la Orquesta Filarmónica Royal y la violinista Irmina Trynkos bajo la dirección de Alexander Walker, ganó el codiciado premio Supersonic de la revista Pizzicato.
En 2012, fue invitado por el papa Benedicto XVI en su residencia en la Ciudad del Vaticano para llevar a cabo un concierto para piano de Mozart, N.º 21, con la Orquesta Filarmónica de Viena en la Basílica de Santa María la Mayor en Roma. En el mismo año, hizo su debut en la sala de la Filarmónica de Berlín.
Hoy en día es una figura reconocida por la crítica como uno de los intérpretes de referencia de Beethoven, Liszt y Debussy.
2013-2019 él era profesor catedrático de Piano en el Conservatorio Prayner de Música y Arte Dramático de Viena, en Austria. Desde el 2013, Giorgi Latso ha sido honrado de ser un Artista Steinway. Latso también frecuentemente ofrece clases magistrales en algunas de las mejores academias de música internacionales, incluyendo el Conservatorio de Moscú, Academia de las Artes Escénicas de Hong Kong y el Conservatorio Superior de Música del Liceo de Barcelona, Universidad Nacional de Bellas Artes y Música de Tokio, Conservatorio de Música de San Francisco, Universidad EAFIT de Medellín, etc.

## Repertorio
Inclinado a interpretar a los grandes compositores románticos como Bach, Beethoven, Liszt, Schumann, Brahms, Rajmáninov, Chaikovski o Stravinski; aunque considera a Frédéric Chopin como su autor favorito.

## Premios
Latso ha recibido premios en varios concursos. Fue galardonado con el primer premio en el Nikolái Rubinstein International Competition (París, 1999). Ganó el ‘Ennio Porino’ International Piano Competition (Cagliari, 1998); El alemán Condesa Marion Hedda Ilse Gräfin von Dönhoff premio en el 2002; Yehudi Menuhin International Competition (Salzburgo, 2005); Dr. Prof. Herbert Batliner Trust Award in 2005 (Salzburg); Los Ángeles Young Artists Competiton (Los Ángeles, 2006); De Premio presidente de Georgia (1999-2003); De premio Vladímir Spivakov (2001); DAAD (Hannover, 2003); De premio Carol Hogel (Los Ángeles, (2008); Department Award USC Thornton School of Music (Los Ángeles, 2007/2011), De Premio Princesa María de Liechtenstein 2009. (Liechtenstein).

## Discografía
- DVD: Auf den Spuren von Wolfgang Amadeus Mozart Salzburgo, Austria 2005.
- DVD/CD: Latsabidze: The Recital Los Ángeles, LLC 2009.
- DVD: Twilight's Grace Onward Entertainmnet, LLC 2007.
- DVD/CD: Claude Debussy: 12 Préludes. (Book II) - CD & DVD; Los Ángeles, LLC 2010.
- DVD: The IG-Duo performs works by Szymanowski, Brahms, Bizet-Waxman, Latsabidze. DVD; Wigmore Hall, London. Red Piranha Films LLC 2010.
- DVD/CD: Giorgi Latsabidze in Concert: F. Chopin 24 Preludes; R. Schumann Kreisleriana Goyette Records Co 2011.
- DVD: Mozart Piano Concerto No. 21 in C major, K. 467. Taiwan LLC, 2011.
- CD: WAGHALTER, I.: Violin Concerto / Rhapsody / Violin Sonata (Trynkos, Latsabidze, A. Walker).[14]